# Битва під Вінницею
7 липня 1648 року до Вінниці вступають частини військ Богдана Хмельницького на чолі з полковником Максимом Кривоносом, і вона стає сотенним містом Кальницького полку.

## Зборівський договір
18 серпня 1649 р. був укладений Зборівський договір, за яким:
- Україна отримувала автономію в складі Брацлавського, Київського і Чернігівського воєводств.
- На території цих трьох воєводств влада належала гетьманові (з резиденцією у м. Чигирині) і козацькій старшині. Коронне польське військо не мало права тут стояти.
- Чисельність козацького реєстрового війська збільшувалась до 40 тис.

Вінниця згадувалася як одне із міст, на яке розповсюджувалась дія договору.

## Битва
Героїчну сторінку в історію боротьби українського народу за незалежність вписали вінничани у березні 1651 року, коли у ході оборони міста 3-тисячним козацьким полком під проводом полковника Івана Богуна було вщент розгромлено 20-тисячне коронне військо.
Польське військо (разом зі слугами 24–26 тис. осіб), очолюване гетьманом великим коронним Мартином Калиновським, 10 лютого 1651 року вторглося на Брацлавщину. До кінця місяця були захоплені Красне, Мурафа, Шаргород, Чернівці та інші міста. Центром оборони було обрано монастир, навколо якого зведено три лінії укріплень, а на річці Південний Буг прорубано було козаками ополонки, замасковані соломою і снігом. 1 березня з'явився авангард поляків на чолі з Станіславом Лянцкоронським. Вмілим маневром Богун заманив його в пастку та атакував, під лід провалилися десятки крилатих гусар, інші поспішно відступили, сам Лянцкоронський ледве врятувався від такої смерті. Ввечері прибули основні сили польського війська із Мартином Калиновським. Вінницькі міщани і козаки посеред ночі, запалили в кількох місцях місто, та відступили до укріплених позицій біля монастиря. Упродовж 2 березня їх штурмували польські жовніри. В ніч на 3 березня Iван Богун зробив вилазку в польський табір, під час якої був поранений у голову. Відбиваючи ворожі приступи, козаки та міщани в день відступили до другої лінії оборони, а 5 березня – до третьої. 
Переговори, що розпочиналися 4 березня і  продовжились 7 березня, зазнали невдачі, оскільки Калиновський хотів розправитися з оборонцями міста. Послані Богданом Хмельницьким на допомогу Богунові полки 9 березня неподалік від містечка Липовець розгромили польський роз'їзд. Переслідуючи жовнірів, уманський полковник Йосип Глух та полтавський Мартин Пушкар, 10 березня напали на ворожий обоз під Вінницею. Зробили вилазку й обложені козаки. Охоплене панікою польське військо, кинувши близько 1 тисячі поранених і хворих жовнірів, розпочало поспішний відступ до міста Бар. Віницька оборона 1651 відіграла вирішальну роль у провалі плану польського командування оволодіти Брацлавщиною.
У боях під Вінницею в березні 1651 року Богун вперше найбільш масштабно проявив свої здібності воєначальника.
Сучасник (польський шляхтич) з сумом говорив про повну безпорадність і безсилля шляхетського війська перед козаками Івана Богуна: 
| "Наші оточили їхні укріплення волами і постійно вартували, але не могли відрізати їх від води; громили в обложених пушками та кидали в їх стан бомби, але бомби козаки встигали гасити і по суті ми нічого не могли їм зробити. Між тим військо коли вибилося з сил, тоді як весь час солдати і коней не розсідлували, і самі не залишали зброї" |
|  | У Вінниці на границі, Під могилою над Бугом-рікою – Там стояв Іван Богун вільницький Під обителем-монастирем кальницьким. Під кальницькою обителлю Богун стояв, Із турками-пашами, Крулевськими ляхами, Калмицькими князями Богун воював! |